# Back on the Streets
Back on the Streets è il secondo e ultimo album di studio del gruppo punk statunitense 88 Fingers Louie, pubblicato l'8 settembre 1998 da Hopeless Records.

## Tracce
1. Tomorrow Starts Today – 1:55
2. Selfish Means – 2:29
3. State – 2:12
4. Summer Photos – 3:12
5. Two-Faced Bastard – 2:28
6. Another Love Song – 2:06
7. Joyboy – 3:02
8. Newspaper – 1:33
9. Drunk & Ugly – 1:43
10. Worst Man Won – 1:52
11. Punk Rock Rulebook – 2:23
12. Elmer's – 1:26
13. Well Done – 2:51
14. 100 Proof – 2:30
15. FVK – 1:06
16. Admission – 3:27

## Crediti[2]
- Dennis Buckley - voce
- Dan Wleklinski - chitarra, voce d'accompagnamento. assistente ingegnere del suono
- Joe Principe - basso, voce d'accompagnamento
- Glenn Porter - batteria
- Matt Hart - voce d'accompagnamento
- Chris Anda - fotografia
- Ramón Bretón - mastering
- Dan Lumley - assistente ingegnere del suono
- Alex Wald - cover art
- John Yates - design